# سارا باهنر
سارا باهنر (زادهٔ ۱۹ شهریور ۱۳۵۳) بازیگر اهل ایران است.

## زندگی‌نامه
او در گذشته در شبکه شبکه جم ترکیه فعالیت می‌کرد. وی دارای مدرک کارشناسی بازیگری است. در مجموعه تلویزیونی زمانه، فیلم سینمایی شکاف در ایران بازی کرده‌است. در شبکهٔ جم نیز در فیلم «ملاقات در مه» ایفای نقش کرده‌است.

## فیلم‌شناسی

### سینمایی
- ملاقات در مه[۴]
- روزی روزگاری آنتالیا

پیاده رو های خالی

### مجموعه تلویزیونی
- شهر قشنگ
- زمانه
- پایتخت